# Lyria
Lyria是一个由法国国家铁路及瑞士联邦铁路合组的子公司及品牌名称，主要经营往返于巴黎至瑞士之间的TGV列车服务。该公司根据法国法律，总部设于巴黎，其中法国国家铁路拥有74%的股权，瑞士联邦铁路则持有其余的26%。

## 历史

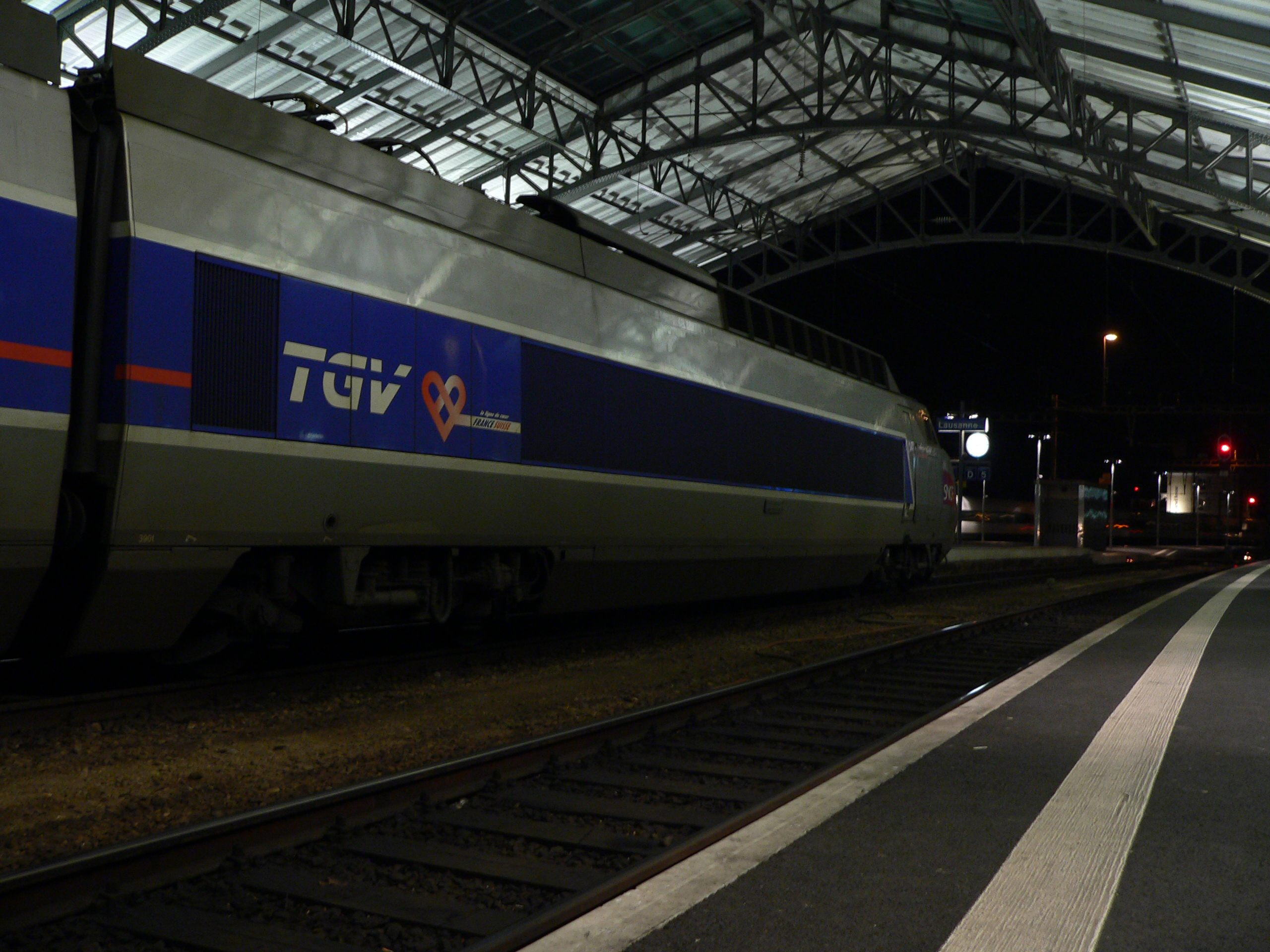
一列TGV Lyria列车上的“心脏线”标志

自1961年夏天起，法国巴黎至意大利米兰间首次开行了每日一班的全欧快车齐萨尔平号，并经由瑞士洛桑运行。这项服务自1984年1月22日起由法国国家铁路及瑞士联邦铁路共同经营，并在巴黎至洛桑区间以一款三电压的TGV列车服务取代了此前运行于该区间的齐萨尔平号、香榭丽舍号（Champs-Élysées）、莱芒号和卢泰西亚号（Lutetia）列车。1987年5月31日，这项服务又被纳入新成立的欧城列车类别，并增加了由巴黎至伯尔尼间的直达航线。
1993年5月23日，一个名为“法国－瑞士TGV（TGV France–Suisse）”的经济利益集团成立，以规管巴黎至洛桑及伯尔尼之间的列车。而由巴黎经里昂至日内瓦的服务是自1981年作为法国境内班次开行，因而它在最初仍然不受影响。在1995年冬季，洛桑线的列车终到站首次在每周六由洛桑延长至布里格，这班冬季列车也因此获得了类似于法国境内TGV冬季列车的名称，被称为“雪地TGV（TGV des Neiges）”。1997年9月28日，法国－瑞士TGV列车以“心脏线（Ligne de Cœur）”的品牌标识，对9列三电压的TGV列车服务进行了调整，并在同年新增了一班每日延长至苏黎世的班次。
1999年，列车开始提供进一步的服务，开行了第二班雪地TGV及每日第二班前往苏黎世的班次。该公司也被转变为“法国瑞士铁路有限公司（Rail France Suisse SAS）”。在2001年及2002年，雪地TGV开行了更多的班次，并首次提供前往布里格的夏季服务。2002年3月4日，法国瑞士铁路最终更名为“Lyria”，并继续使用“心脏线”的品牌标识。自2005年1月起，Lyria还接管了自1981年起开行的日内瓦－巴黎服务的运营权。

## 线路

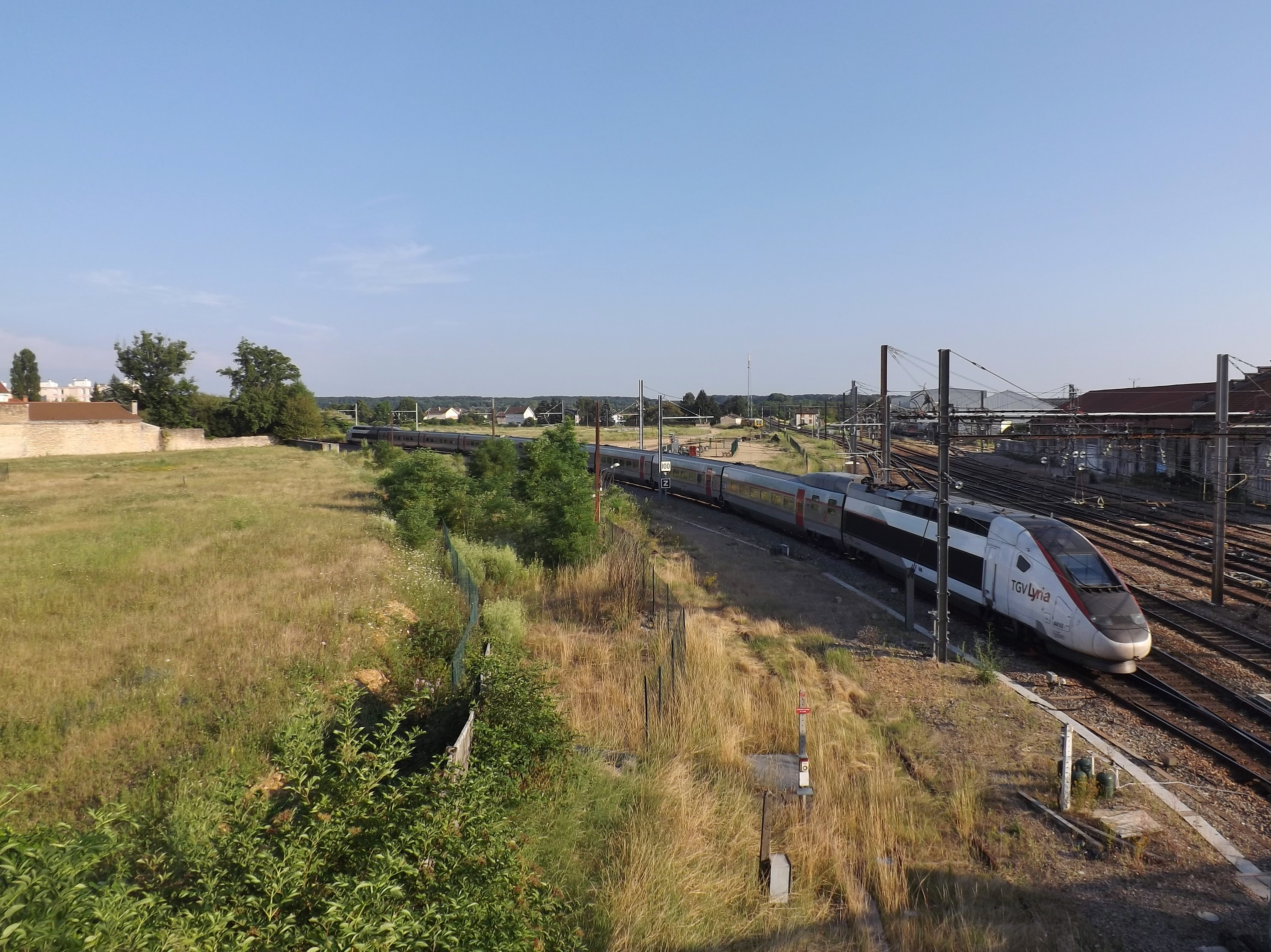
由日内瓦开往巴黎的Lyria列车运行于高比热铁路

截至2013年的运行图，TGV Lyria主要提供以下线路的服务：
- 因特拉肯－伯尔尼－第戎－巴黎（每日一班，全程约5小时03分）
- 洛桑－第戎－巴黎（每日四班，全程约3小时40分）
- 布里格－洛桑－第戎－巴黎（周末开行，全程约6小时）
- 日内瓦－布雷斯地区布尔格－巴黎（每日九班，全程约3小时05分）
- 苏黎世－巴塞尔－米卢斯－巴黎（每日六班，全程约4小时03分）
- 日内瓦－里昂－马赛（每日两班，全程约3小时30分）
- 日内瓦－里昂－马赛－尼斯（每日一班，全程约6小时20分）
- 日内瓦－里昂－蒙彼利埃（每日一班，全程约3小时50分）
- 布里格－日内瓦－里尔（12月至4月每周六一班，全程约7小时06分）

TGV Lyria的饮食服务是由国际卧铺车公司提供，当中包括设有一节餐车、一个移动吧台，并在一等车厢设有送餐到座服务。在前往巴黎、马赛及蒙彼利埃的列车中，还可为一等车厢的乘客提供出租车预订服务。
在日内瓦－巴黎的线路中，列车于2008年的平均上座率约为78%，市场份额与航空运输相比约占50%。

## 车辆

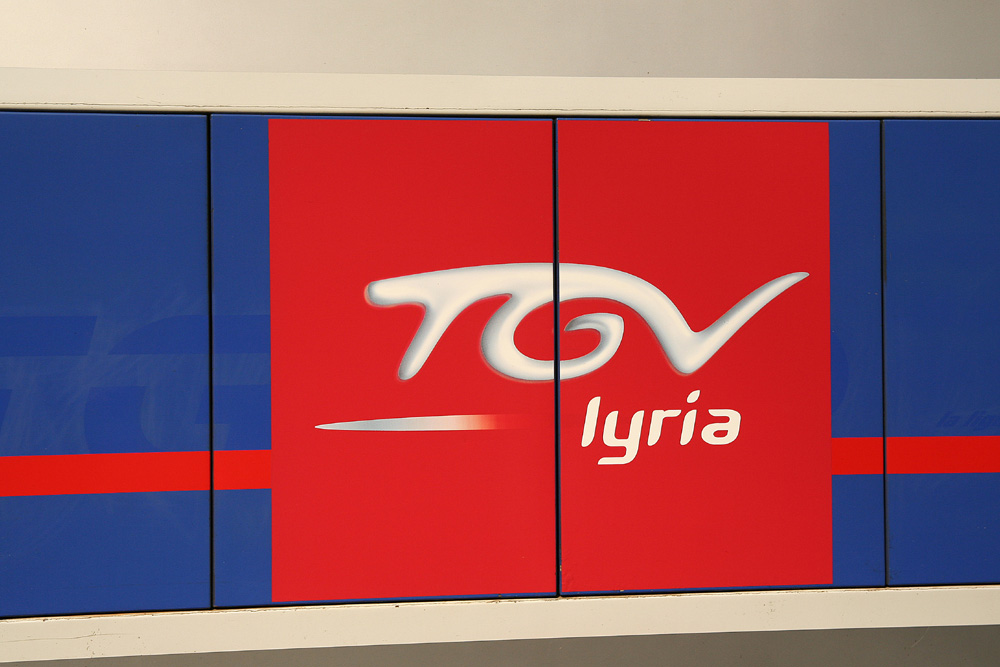
TGV PSE列车上的原Lyria旧涂装

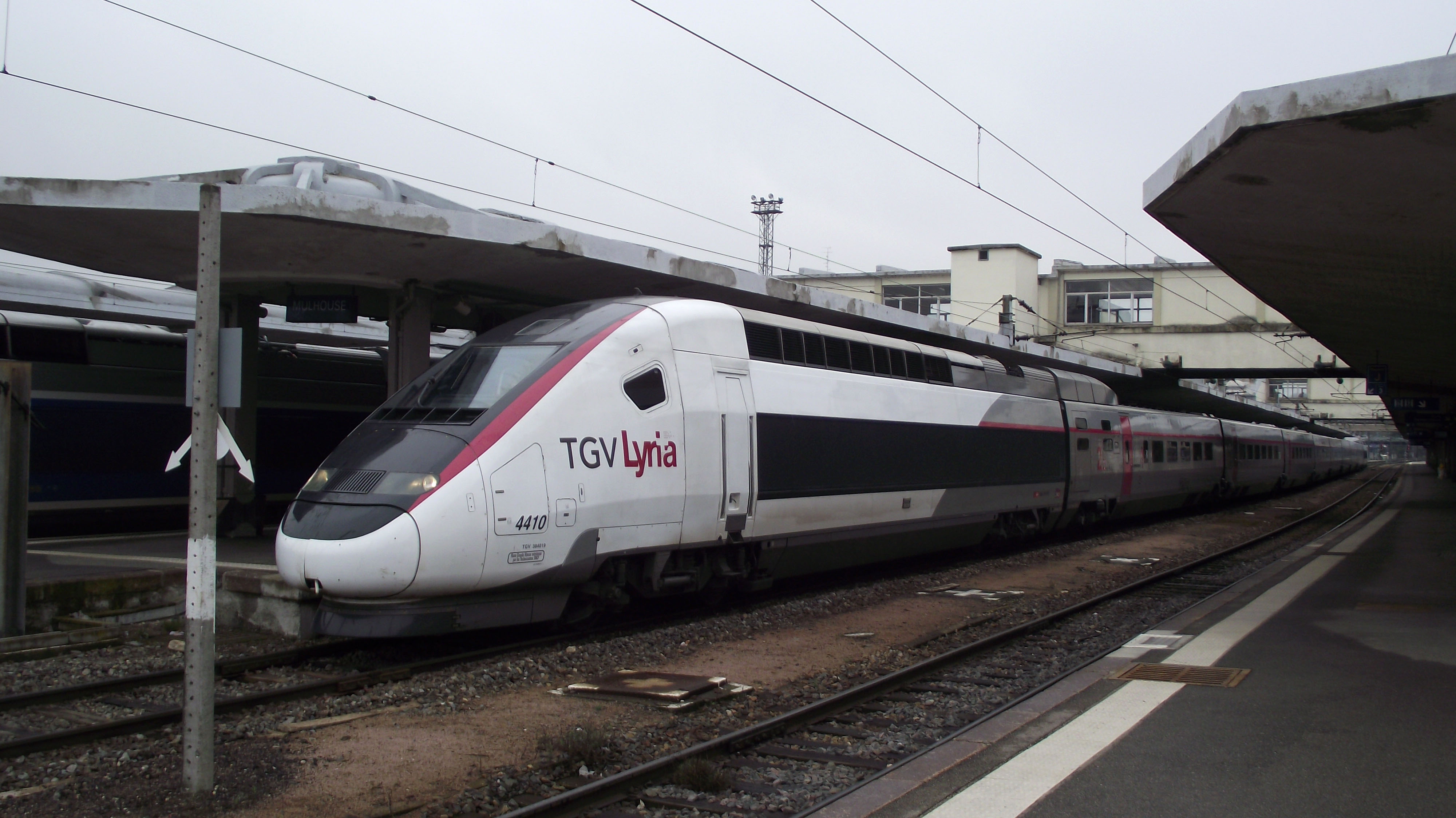
TGV POS列车上的Lyria新涂装

前往洛桑及伯尔尼的线路原本使用9组三电压制式的TGV PSE列车。编号为110-118号的这9组列车包括7组由法国国家铁路持有以及2组由瑞士联邦铁路持有（112号及114号），后者亦藉此参与Lyria运营。在2005年及2006年，全部9组TGV PSE列车均进行了类似于传统双电压PSE的现代化改造。自2012年12月起，这些列车均不再使用并退役。
列车在法国高速铁路东南线的巴黎至阿尔芒松河畔艾西区间的最高运行速度可达300公里/小时（改造前为270公里/小时）。由于技术限制，列车在15千伏路段的最高限速仅为160公里/小时，并且瑞士只有少数地方可以达到这个速度。
前往日内瓦的线路使用传统的双电压制式车组，它们主要是常规的TGV PSE列车或双层的TGV Duplex列车。
自2007年6月10日起，在苏黎世－巴塞尔－斯特拉斯堡－巴黎之间的线路上开始使用编号为4401-4419号（4406号由瑞士联邦铁路持有）的现代化TGV POS列车。这款TGV可以在法国高速铁路东线的马恩河畔韦尔至博德雷库尔区间达到320公里/小时的最高速度。列车内饰是由法国时装设计师克里斯蒂安·拉克鲁瓦所设计。自2011年12月起，这些列车开始经由法國高速鐵路萊茵河-隆河線运行。
自2012年起，巴黎－巴塞尔（－苏黎世）的线路也会使用双层的TGV Duplex列车运行。运营商Lyria希望该线的所有列车在2013年底前都被替换为TGV POS。连同在2012年底前由Alleo运营前往德国南部的TGV POS列车，被释放出来的TGV POS可以用于取代退役的TGV PSE，担当由巴黎至瑞士间的其它Lyria服务。自2012年8月起，运行于巴黎－洛桑线路的TGV POS列车均开始采用一款全新的涂装。全部19组TGV POS应都交由Lyria使用。
列车的维修保养工作，包括由瑞士联邦铁路持有的3组列车，均由法国国营铁路负责。
從2019年12月15日起單層 TGV（“POS”）列車將被雙層（“2N2”或“Euroduplex”）列車取代，車隊的改造也意味著全新的外觀。TGV Lyria 已購置15輛雙層列車其外觀經過翻新。

## 线路改造
在2009年，瓦洛尔布/蓬塔尔利耶－第戎之间的线路已完成升级改造。一个更好的电力供应系统和延伸的曲线半径允许列车以更高的速度运行，这也使得巴黎至洛桑/伯尔尼之间的旅行时间缩短了约15分钟。
另一项升级改造是再2009年6月完成，通过对高比热铁路的布雷斯地区布尔格至贝勒加尔德区间进行更新，巴黎至日内瓦之间的旅行时间得以节省约30分钟（新的运行全程时间约为3小时）。开行的班次也由每日7对增加至9对。
法國高速鐵路萊茵河-隆河線的米卢斯至第戎区间于2011年底建成通车，与经由斯特拉斯堡相比，新线路可将巴黎－巴塞尔/苏黎世之间的旅行时间缩短约30分钟，因此巴黎－苏黎世的全程运行时间仅需约4小时。
在瑞士境内兴建、设于伯尔尼－纳沙泰尔铁路之间的罗斯豪森隧道也将进一步缩短伯尔尼至巴黎之间的距离。该隧道计划于2016年建成通车。伯尔尼－巴黎之间的列车服务已自2013年12月起改为经由巴塞尔运行，因此旅行时间节省了约40分钟。